# Estación de Piedras Blancas
La estación de Piedras Blancas es una estación de ferrocarril situada en el municipio español de Castrillón en el Principado de Asturias. Forma parte de la red de vía estrecha operada por Renfe Operadora a través su división comercial Renfe Cercanías AM. Está integrada dentro del núcleo de Cercanías Asturias como parte de la línea C-4 (antigua F-4) entre Cudillero y Gijón. El tren turístico Transcantábrico también circula por esa línea y efectúa alguna parada de descanso en la estación.

## Situación ferroviaria
Se encuentra en el punto kilométrico 285,84 de la línea férrea de ancho métrico que une Ferrol con Gijón a 35 metros de altitud. El tramo es de vía única electrificada. 

## Historia
Las instalaciones ferroviarias fueron abiertas al tráfico el 11 de septiembre de 1956 con la apertura del tramo Pravia-Avilés. El Estado fue el encargado de realizar unas obras que pretendían unir Ferrol con Gijón siguiendo la costa cantábrica, algo que no sucedió hasta el 6 de septiembre de 1972. Este tramo, el primero en abrirse de la línea, fue explotado inicialmente por la compañía del Ferrocarril de Carreño aprovechando que la misma ya tenía una línea en funcionamiento entre Avilés y Gijón. El Estado recuperó la titularidad del trazado en 1968 otorgando la gestión a FEVE que la mantuvo hasta 2013, momento en el cual la explotación fue atribuida a Renfe Operadora y las instalaciones a Adif. Antiguamente le estación contaba con aseo, servicio de venta de billetes y sala de espera. No obstante, por la decreciente utilización de estos servicios y la baja afluencia de viajeros en esta estación, se cerró completamente y ahora sólo se usa como apeadero.

## Características
La estación tiene 3 vías de las cuales 2 se utilizan a menudo y la última solo en ocasiones. El la plataforma del edificio se sitúa el andén 1, que da a la vía que más se utiliza. En la plataforma independiente, están los andenes 2 y 3. El andén 2 es el menos usado , sus vías están unidas por traviesas de madera, al contrario que las otras dos vías, que están unidas por traviesas de hormigón.
La vía 3 se utiliza a veces para transporte de pasajeros, pero principalmente la usan los trenes de mercancías, frecuentes por la estación. Cuenta con iluminación y un panel donde están las líneas y horarios. En la pared del edificio se sitúa un mapa general del Ferrocarril del Norte hecho con azulejos, ligeramente dañado por algunos azulejos arrancados.

## Servicios ferroviarios

### Cercanías
Forma parte de la línea C-4 Gijón - Cudillero de Cercanías Asturias. Al menos quince trenes diarios, en ambos sentidos, se detienen entre semana en el recinto. La frecuencia disminuye durante los fines de semana y festivos.
| procedencia/destino | < estación | Línea | estación >   | destino/procedencia |
| ------------------- | ---------- | ----- | ------------ | ------------------- |
| Gijón               | Salinas    |       | Vegarrozadas | Cudillero           |